# Lineage II
Lineage II (gestileerd als Lineage ][) is een MMORPG die zich afspeelt in een fictieve wereld met elfen, orks, en tal van andere wezens. Lineage 2 is een spel ontwikkeld door NCSOFT. Lineage 2 bestaat op het moment uit twee sagen waarbij de eerste sage The Chaotic Chronicle uit vijf kronieken bestaat. Zodra een nieuwe kroniek uitkomt zijn er vaak veel verbeteringen, zoals nieuwe gebieden en nieuwe wapens. Daarnaast worden soms ook het uiterlijk van een personage of bepaalde vaardigheden ervan aangepast.

## Rassen
- Man/Mens
  - Male/Female Fighter -- Mannelijke/Vrouwelijke Strijder.
  - Male/Female Mystic -- Mannelijke/Vrouwelijke Magiër.
- Orc/Ork
  - Male/Female Fighter -- Mannelijke/Vrouwelijke Strijder.
  - Male/Female Mystic -- Mannelijke/Vrouwelijke Magiër.
- Elf/Elf
  - Male/Female Fighter -- Mannelijke/Vrouwelijke Strijder.
  - Male/Female Mystic -- Mannelijke/Vrouwelijke Magiër.
- Dark Elf/Nacht Elf
  - Male/Female Fighter -- Mannelijke/Vrouwelijke Strijder.
  - Male/Female Mystic -- Mannelijke/Vrouwelijke Magiër.
- Dwarf/Dwerg
  - Male/Female Fighter -- Mannelijke/Vrouwelijke Strijder.
- Kamael
  - Male/Female Soldier -- Mannelijke/Vrouwelijke Soldaat.

## Klassen
Human Fighters
Als een strijder level 20 bereikt kan hij/zij kiezen tussen drie verschillende klassen.
- - Warrior
    - Warlord
      - Dreadnought

    - Gladiator
      - Duelist

  - Man Knight
    - Paladin
      - Phoenix Knight

    - Dark Avenger
      - Hell Knight

  - Rogue
    - Treasure Hunter
      - Adventurer

    - Hawkeye
      - Sagittarius

Man Mystic
Als een magiër level 20 bereikt kan hij/zij kiezen tussen twee verschillende klassen.
- - Wizard
    - Sorcerer/Sorceress
      - Archmage

    - Necromancer
      - Soultaker

    - Warlock
      - Arcana Lord

  - Cleric
    - Bishop
      - Cardinal

    - Prophet
      - Hierophant

Elf Fighters
Als een strijder level 20 bereikt kan hij/zij kiezen tussen twee verschillende klassen.
- - Elven Knight
    - Temple Knight
      - Eva's Templar

    - Sword Singer
      - Sword Muse

  - Elven Scout
    - Plains Walker
      - Wind Rider

    - Silver Ranger
      - Moonlight Sentinel

Elf Mystic
Als een magiër level 20 bereikt kan hij/zij kiezen tussen twee verschillende klassen.
- - Elven Wizard
    - Spellsinger
      - Mystic Muse

    - Elemental Summoner
      - Elemental Master

  - Elven Oracle
    - Elven Elder
      - Eva's Saint

Dark Elf Fighters
Als een strijder level 20 bereikt kan hij/zij kiezen tussen twee verschillende klassen.
- - Palus Knight
    - Shillien Knight
      - Shillien Templar

    - Bladedancer
      - Spectral Dancer

  - Assassin
    - Abyss Walker
      - Ghost Hunter

    - Phantom Ranger
      - Ghost Sentinel

Dark Elf Mystic
Als een magiër level 20 bereikt kan hij/zij kiezen tussen twee verschillende klassen.
- - Dark Elf Wizard
    - Spellhowler
      - Storm Screamer

    - Phantom Summoner
      - Spectral Master

  - Shillien Oracle
    - Shillien Elder
      - Shillien Saint

Orc Fighters
Als een strijder level 20 bereikt kan hij/zij kiezen tussen twee verschillende klassen.
- - Orc Raider
    - Destroyer
      - Titan

  - Monk
    - Tyrant
      - Grand Khavatari

Orc Mystic
Als een magiër level 20 bereikt kan hij/zij kiezen tussen twee verschillende klassen.
- - Orc Shaman
    - Overlord
      - Dominator

    - Warcryer
      - Doomcryer

Dwarven Fighters
Als een strijder level 20 bereikt kan hij/zij kiezen tussen twee verschillende klassen.
- - Scavenger
    - Bounty Hunter
      - Fortune Seeker

  - Artisan
    - Warsmith
      - Maestro

Male Kamael Soldiers
Als een mannelijke soldaat level 20 bereikt kan hij veranderen van klasse.
- - Trooper
    - Berserker
      - Doombringer

    - Soul Breaker
      - Soul Hound

    - Inspector
      - Judicator

Female Kamael Soldiers
Als een vrouwelijke soldaat level 20 bereikt kan zij veranderen van klasse.
- - Warder
    - Soul Breaker
      - Soul Hound

    - Arbalester
      - Trickster

    - Inspector
      - Judicator

## Beginnerssteden
- Mensen
- Elfen
- Dark Elves
- Orks
- Dwergen
- Kamael

## Chaotic Chronicles
- Prelude
- Chronicle 1: Harbringers of War
- Chronicle 2: Age of Splendor
- Chronicle 3: Rise of Darkness
- Chronicle 4: Scions of Destiny
- Chronicle 5: Oath of Blood

## Interlude
- Interlude

Interlude wordt soms ook wel Chronicle 6 of Throne 0 genoemd, maar Interlude is het deel wat tussen Chronicle 5 - Oath Of Blood, en Throne 1 - The Kamael behoort. De aanduiding C6 of CT0 is daarom dus incorrect.

## Chaotic Thrones
- Throne 1: The Kamael
- Throne 1.5: Hellbound
- Throne 2: Gracia - Part I
- Throne 2: Gracia - Part II
- Throne 2: Gracia - Final

## Lineage 2 Servers
- Chronos (samenvoeging van Bartz+Aria+Sayha+Phoenix+Devananne) VS-server
- Naia (samenvoeging van Teon+Franz+Luna) EU-server